# Я.ру
Я.ру (ya.ru) — с 2022 года главная страница поискового сервиса Яндекс, на которой находится поисковая строка. Также является основной точкой входа в сервисы компании: «Почта», «Погода», «Пробки», «Яндекс ID» и другие.
12 сентября 2022 года Яндекс закрыл сделку по продаже Дзена и Новостей, их владельцем стала компания VK. После совершения сделки доменное имя yandex.ru перенаправляет пользователя на dzen.ru, а новой главной страницей Яндекса стала ya.ru.

## История: блог-платформа
С 2007 по 2014 год представляла собой блог-платформу для ведения блогов от компании Яндекс. 16 апреля 2007 года сервис был открыт.
Предоставляла возможность вести не только текстовые, но и видео- и фотоблоги (все файлы хранятся на сервисах Яндекс.Фотки и Яндекс.Видео). Доступ к ведению дневника имел любой зарегистрированный пользователь Яндекса — владелец единой учётной записи.
О создании Я.ру компания Яндекс объявила 16 апреля 2007 года; доступ первоначально был возможен только по приглашениям. В ноябре того же года сервис стал доступен всем желающим. В 2009 году число блогов достигло 723 604. В 2011 году сервис испытал масштабное обновление. 28 июля 2014 года сервис был закрыт.

### Основные возможности
Платформа предоставляла типичную функциональность для сервисов такого типа: возможность вести разные типы записей (включая фото и видео, музыку и flash-ролики) и их комментирование, возможность вступать в сообщества пользователей («Клубы») и создавать свои, читать новости друзей и сообществ через новостную ленту. Пользователь мог импортировать и экспортировать блог (например, в Facebook).
В 2010 году открылся программный доступ к данным сервиса через API Я.ру.
За каждое действие пользователя (комментарий, запись, загрузка фотографии, за комментирование со стороны других пользователей) ему начислялось определенное число баллов — КУ, которые определяли возможности пользователя в социальной сети. Адрес созданного блога выглядел следующим образом: <имя_пользователя>.ya.ru. Общаться с добавленными друзьями пользователь мог также через сервис Я.Онлайн.

### Аудитория
По сведениям журнала CNews, на конец 2-го квартала 2011 г. сайт входил в тройку лидеров по посещаемости среди блог-сервисов рунета. В январе того же года число посетителей сайта достигло 5,4 млн человек. По данным на январь 2014 г., на сайте было зарегистрировано 3 503 130 пользователей. Согласно материалам журнала «Мир ПК», среди пользователей сервиса было немало IT-специалистов.

### Обзоры в СМИ
- Работаем с «Я.ру» — ComputerBild
- Я.ру: ЖЖ от Яндекса Архивная копия от 24 декабря 2012 на Wayback Machine
- Я.ру Архивная копия от 9 января 2013 на Wayback Machine